# Juri Walentinowitsch Schopin
Juri Walentinowitsch Schopin (russisch Юрий Валентинович Шопин, englisch Yury Shopin; * 19. Februar 1993 in Uljanowsk) ist ein ehemaliger russischer Biathlet, der von 2016 bis 2019 unregelmäßig im Weltcup startete.

## Sportliche Laufbahn
Seine ersten internationalen Auftritte hatte Juri Schopin bei den Junioreneuropameisterschaften 2014 und bestritt kurz darauf in Martell seine ersten IBU-Cup-Rennen, im Winter 2014/15 erzielte er auf dieser Ebene dann seinen ersten Top-10-Platz. Mit drei Bronze- und zwei Goldmedaillen war der Russe bei der Winteruniversiade 2015 der erfolgreichste männliche Athlet. Erfolgreich verlief auch die Saison 2015/16, wo Schopin zwei Podestplätze erzielte und im Januar am Arber das Verfolgungsrennen für sich entscheiden konnte, mit Galina Netschkassowa war er am Saisonende auch in einem Single-Mixed-Rennen erfolgreich. 2016/17 bekam er an drei Stationen Weltcupeinsätze und ergatterte in Oberhof als 33. und 31. in Sprint und Verfolgung seine ersten und einzigen Weltcuppunkte. Auch an den Europameisterschaften nahm Schopin teil und verpasste als Vierter des Einzels eine Medaille nur knapp, am Saisonende war er im IBU-Cup wie im Vorjahr in einer Single-Mixed-Staffel siegreich. Seine erste Medaille auf Seniorenebene gewann der Russe bei den Sommerbiathlon-Weltmeisterschaften 2018, wo er zusammen mit Jekaterina Jurlowa-Percht, Margarita Wassiljewa und Nikita Porschnew die Mixedstaffel gewinnen konnte. Nach einem weiteren IBU-Cup-Triumph bekam der Russe bei den Überseerennen der Saison 2018/19 seine letzten Weltcupeinsätze.
Im Dezember 2020 wurde Schopin wegen „unsportlichen Verhaltens“ gegenüber einem Beamten bei einer Dopingkontrolle für ein Jahr vom russischen Verband gesperrt und dementsprechend auch aus der Nationalmannschaft ausgeschlossen. Nach Ablauf der Sperre stieg er auf nationaler Ebene wieder in den Wettkampfbetrieb ein, kam aber an sein ursprüngliches Leistungsniveau nicht mehr heran. Eine Woche vor den nationalen Meisterschaften 2022 gab der Russe das Ende seiner Sportlerkarriere bekannt. Einige Zeit nach seinem Karriereende wurde er im Juni 2023 zusätzlich wegen Verstoßes gegen die Anti-Doping-Bestimmungen für zwei Jahre gesperrt.

## Persönliches
Seit 2017 ist Schopin mit der Biathletin Polina Jefremowa verheiratet und wurde im selben Jahr Vater eines Sohnes.

## Statistiken

### Weltcupplatzierungen
Die Tabelle zeigt alle Platzierungen (je nach Austragungsjahr einschließlich Olympische Spiele und Weltmeisterschaften).
- 1.–3. Platz: Anzahl der Podiumsplatzierungen
- Top 10: Anzahl der Platzierungen unter den ersten zehn (einschließlich Podium)
- Punkteränge: Anzahl der Platzierungen innerhalb der Punkteränge (einschließlich Podium und Top 10)
- Starts: Anzahl gelaufener Rennen in der jeweiligen Disziplin
- Staffel: inklusive Mixed- und Single-Mixed-Staffeln

| Platzierung | Einzel | Sprint | Verfolgung | Massenstart | Staffel | Gesamt |
| ----------- | ------ | ------ | ---------- | ----------- | ------- | ------ |
| 1. Platz    |        |        |            |             |         |        |
| 2. Platz    |        |        |            |             |         |        |
| 3. Platz    |        |        |            |             |         |        |
| Top 10      |        |        |            |             |         |        |
| Punkteränge |        | 1      | 1          |             |         | 2      |
| Starts      | 3      | 4      | 3          |             |         | 10     |

### Weltcupwertungen
Ergebnisse bei Weltcups (Disziplinen- und Gesamtweltcup) gemäß Punktesystem.
| Saison  | Einzel | Einzel | Sprint | Sprint | Verfolgung | Verfolgung | Massenstart | Massenstart | Gesamt | Gesamt |
| Saison  | Platz  | Punkte | Platz  | Punkte | Platz      | Punkte     | Platz       | Punkte      | Platz  | Punkte |
| ------- | ------ | ------ | ------ | ------ | ---------- | ---------- | ----------- | ----------- | ------ | ------ |
| 2016/17 | –      | –      | 78.    | 8      | 66.        | 10         | –           | –           | 79.    | 18     |

### IBU-Cup-Siege
| Nr. | Datum         | Ort     | Disziplin              |
| --- | ------------- | ------- | ---------------------- |
| 1.  | 22. Jan. 2016 | Arber   | Verfolgung             |
| 2.  | 13. März 2016 | Martell | Single-Mixed-Staffel 1 |
| 3.  | 12. März 2017 | Otepää  | Single-Mixed-Staffel 2 |
| 4.  | 13. Dez. 2018 | Ridnaun | Mixedstaffel 3         |